# Чемпионат мира по горнолыжному спорту 1931
1-й чемпионат мира по горнолыжному спорту прошёл с 19 по 23 февраля 1931 года в Мюррене (Швейцария).

## Общий медальный зачёт
| Место | Страна         | Золото | Серебро | Бронза | Всего |
| ----- | -------------- | ------ | ------- | ------ | ----- |
| 1     | Великобритания | 2      | 1       | 1      | 4     |
| 1     | Швейцария      | 2      | 1       | 1      | 4     |
| 2     | Австрия        | 0      | 2       | 1      | 3     |
| 3     | Германия       | 0      | 0       | 1      | 1     |

## Медалисты

### Мужчины
| Дисциплина       | Золото         | Серебро     | Бронза        |
| ---------------- | -------------- | ----------- | ------------- |
| Скоростной спуск | Вальтер Прагер | Отто Фуррер | Вилли Штойри  |
| Слалом           | Давид Цогг     | Антон Зелос | Фридль Дойбер |

### Женщины
| Дисциплина       | Золото         | Серебро      | Бронза           |
| ---------------- | -------------- | ------------ | ---------------- |
| Скоростной спуск | Эсме Маккиннон | Нелл Карролл | Ирма Шмидегг     |
| Слалом           | Эсме Маккиннон | Инге Ланчнер | Джинетте Кесслер |